# Jaroslav Melichárek
Jaroslav Melichárek (ur. 22 grudnia 1977) – słowacki kierowca rajdowy.
W roku 2010 zajął trzecie miejsce w rajdowych mistrzostwach Słowacji. Od 2011 roku startuje w rajdowych mistrzostwach świata w klasie WRC.